# Constantin (fils de Léon V l'Arménien)
Pour les articles homonymes, voir Constantin.
Symbatios (en grec Συμβάτιος, de l'arménien Smbat ; dans certaines sources, Sabbatios (Σαββάτιος) ou Sambatès (Σαμβάτης)) est le fils aîné de l'empereur byzantin Léon V l'Arménien (r. 813-820). Peu après le couronnement de son père, il est couronné coempereur et rebaptisé Constantin (Κωνσταντίνος). Il règne nominalement avec son père jusqu'à la déposition de ce dernier en 820, après quoi il est exilé à Protè et tonsuré.

## Biographie
Symbatios est le fils aîné de Léon et de son épouse, Théodosia. Enfant lors de l'accession de son père au trône, il est vraisemblablement né entre 800 et 810. L'empereur précédent, Michel Ier Rhangabé (r. 811-813) est peut-être son parrain,. Après la déposition de Michel et la montée sur le trône de Léon à Noël 813, ce dernier le fait couronner coempereur et le rebaptise Constantin ; ce prénom n'est pas choisi au hasard : en plus d'être un prénom impérial traditionnel, les acclamations par les troupes des empereurs « Léon et Constantin » sont une évocation nette de l'empereur iconoclaste Léon III l'Isaurien (r. 717-741) et de son fils Constantin V (r. 741-775). Il s'agit d'une déclaration claire, non seulement à l'encontre des ennemis extérieurs comme les Bulgares, défaits à plusieurs reprises par Constantin V, mais également à destination du front interne, laissant entrevoir la réintroduction de l'iconoclasme par Léon,. En 815, Constantin préside de manière honorifique, en représentant de son père, un concile à Constantinople, qui réintroduit l'interdiction de vénérer des icônes,.
Après le meurtre de son père le 25 décembre 820, Constantin est exilé sur l'île de Protè avec sa mère et ses trois frères. Les quatre garçons y sont castrés et tonsurés. Ils y passent le reste de leurs jours, bien que Michel II l'Amorien (r. 820-829) leur permette de conserver une partie des revenus produits par leurs domaines confisqués, pour leur subsistance et celle de leurs serviteurs,.